# Papieski Uniwersytet Świętego Krzyża
Papieski Uniwersytet Świętego Krzyża – rzymska uczelnia teologiczna, prowadzona przez Opus Dei, która powstała w 1984 roku jako Centro Accademico Romano.

## Siedziba
Budynek główny - zabytkowy Palazzo dell'Apollinare i bazylika św. Apolinarego - znajduje się na Piazza di Sant'Apollinare 49, w Rzymie. Z Biblioteką Uniwersytecką powiązany jest kościół San Girolamo della Carità.

## Wydziały i studenci
Wydziały:
- Teologii,
- Prawa Kanonicznego,
- Filozofii,
- Komunikacji Społecznej,
- Instytut Studiów Religijnych.

Poszczególne wydziały nadają tytuł bakałarza (licencjata) oraz stopnie licencjata naukowego i doktora.
W roku 2004 na uniwersytecie zarejestrowanych było 1340 studentów pochodzących z 64 krajów z całego świata. Od chwili rozpoczęcia działalności akademickiej na wykłady prowadzone na czterech wydziałach uczęszczało 2981 studentów.
Studia na Papieskim Uniwersytecie Św. Krzyża do września 2011 ukończyło 129 księży diecezjalnych z Polski.
Co roku w Wielkim Tygodniu w salach Uniwersytetu odbywa się międzynarodowy Kongres UNIV.

### Niektórzy absolwenci i wykładowcy
- Antonio Aranda Lomeña
- Juan Ignacio Arrieta Ochoa de Chinchetru
- ks. Mariano Artigas
- Paola Binetti
- Francisco Faus
- Ks. prof. Kazimierz Ginter
- bp Philippe Jean-Charles Jourdan
- ks. Adam Kowalik
- ks. Stefan Moszoro-Dąbrowski
- Jose Orlandis
- ks. Dariusz Raś
- ks. Martin Rhonheimer
- bp Grzegorz Kaszak
- ks. John Berg
- kard. Rainer Woelki

## Badania naukowe
Uniwersytet wydaje m.in. czasopisma naukowe:
- Annales Theologici
- Ius Ecclesiae
- Acta Philosophica.

## Sedes Sapientiae
Na Uniwersytecie Św. Krzyża studiują m.in. mieszkańcy kolegium "Sedes Sapientiae". "Sedes Sapientiae" (łac. Stolica Mądrości) to Międzynarodowe Seminarium Kościelne, założone w 1991 przez Stolicę Świętą, dla kleryków przygotowujących się do przyjęcia sakramentu kapłaństwa, z całego świata. Opieka duchowa nad Sedes Sapientiae powierzona jest także Prałaturze Opus Dei.
W 2003 roku w seminarium tym kształciło się 80 kleryków z 54 diecezji całego świata, głównie z krajów uboższych.